# KHL West-Konferenz
Die West-Konferenz ist eine der zwei Konferenzen im Eishockey der Kontinentalen Hockey-Liga in Russland. Diese ist in die Bobrow Diwision und die Tarassow Diwision aufgeteilt.

## Geschichte
Die West-Konferenz wurde zur Saison 2009/10 gegründet, nachdem die KHL entschieden hatte, die vier Divisionen statt – wie in ihrer Premierenspielzeit nach ihrer Spielstärke – nach regionalen Kriterien einzuteilen. Neben der Ermittlung der Playoff-Finalteilnehmer je Konferenz treten im KHL All-Star Game zudem die besten Spieler der West-Konferenz gegen die besten Spieler der Ost-Konferenz an.

## Playoff-Modus
Die Sieger der beiden Divisionen und die sechs besten übrigen Mannschaften der Konferenz erreichen die Playoffs. In diesen wird der Playoff-Sieger der Konferenz ermittelt, der anschließend gegen den Meister der Ost-Konferenz im Playoff-Finale um den Gagarin-Pokal, die Meistertrophäe der KHL, antritt.

## Teams 2018/19
Bobrow Diwision:
- Jokerit Helsinki
- HK Dynamo Moskau
- HK Spartak Moskau
- Dinamo Riga
- Sewerstal Tscherepowez
- SKA Sankt Petersburg

Tarassow Diwision:
- Lokomotive Jaroslawl
- HK Dinamo Minsk
- HK ZSKA Moskau
- HK Sotschi
- HK Witjas
- HC Slovan Bratislava

## Sieger
| Jahr    | Hauptrunde           | Playoffs             |
| ------- | -------------------- | -------------------- |
| 2009/10 | SKA Sankt Petersburg | HK MWD Balaschicha   |
| 2010/11 | Lokomotive Jaroslawl | Atlant Mytischtschi  |
| 2011/12 | SKA Sankt Petersburg | OHK Dynamo           |
| 2012/13 | SKA Sankt Petersburg | HK Dynamo Moskau     |
| 2013/14 | HK Dynamo Moskau     | HC Lev Prag          |
| 2014/15 | HK ZSKA Moskau       | SKA Sankt Petersburg |
| 2015/16 | HK ZSKA Moskau       | HK ZSKA Moskau       |
| 2016/17 | HK ZSKA Moskau       | SKA Sankt Petersburg |
| 2017/18 | SKA Sankt Petersburg | HK ZSKA Moskau       |
| 2018/19 | HK ZSKA Moskau       | HK ZSKA Moskau       |